# St. Josef (Schevenhütte)

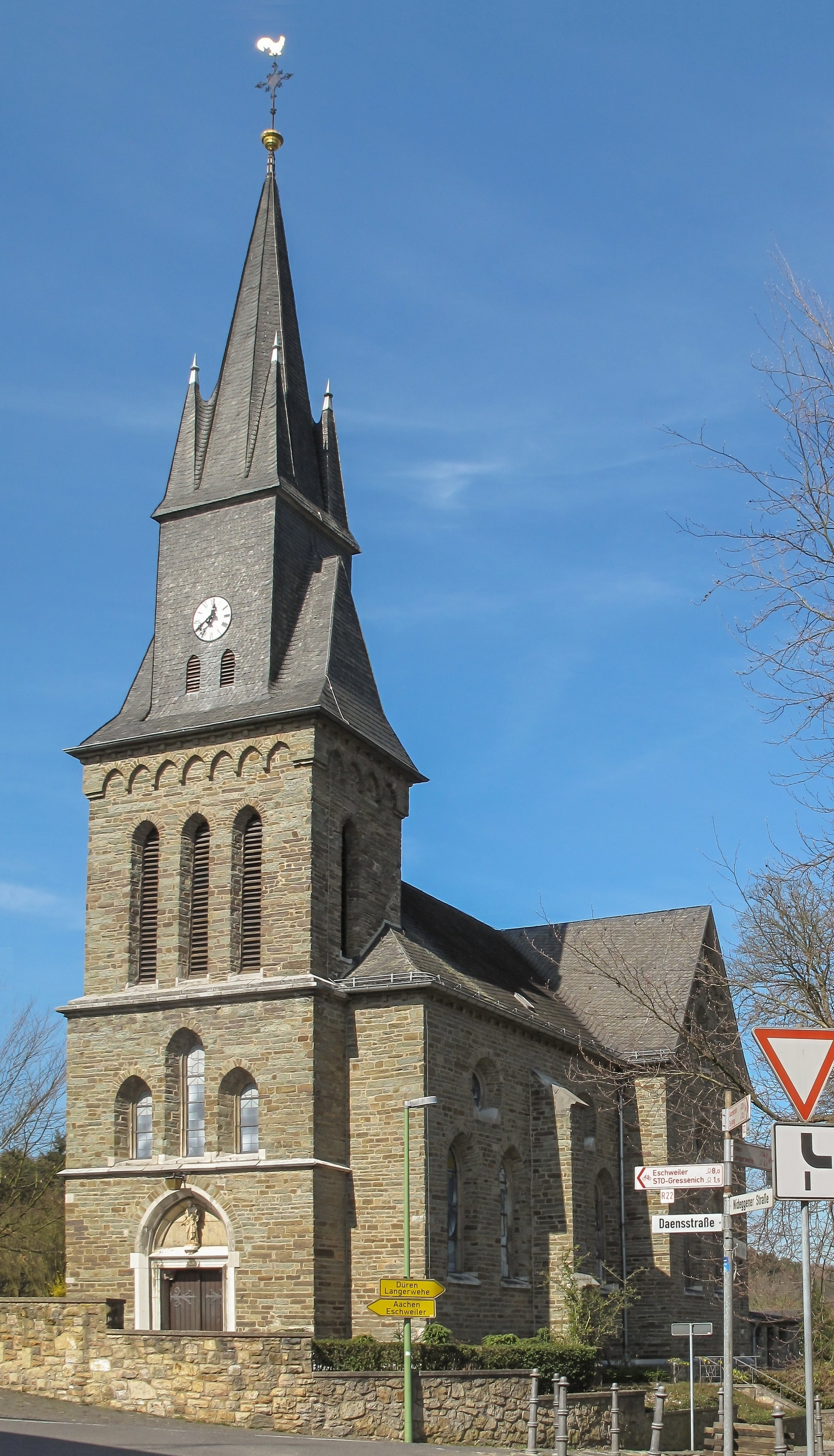
St. Josef in Schevenhütte

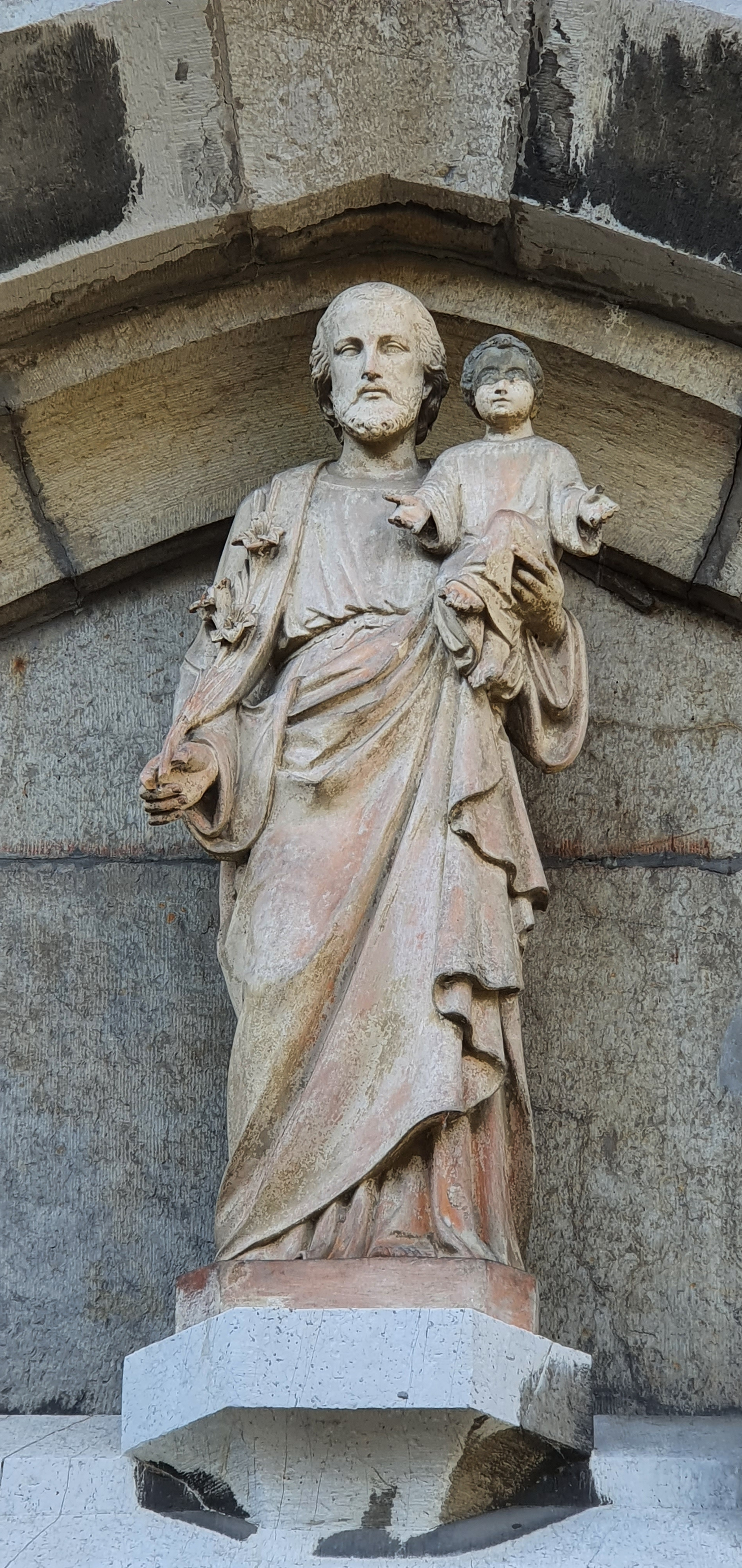
Der hl. Josef von Nazareth am Eingangsportal

St. Josef ist die römisch-katholische Pfarrkirche des Stolberger Stadtteils Schevenhütte in der Städteregion Aachen in Nordrhein-Westfalen. 
Die Kirche ist unter Nummer 322/12/02/2/296 in die Liste der Baudenkmäler in Stolberg (Rhld.) eingetragen und dem hl. Josef von Nazareth geweiht.

## Geschichte
Eine erste Kirche im 1525 erstmals urkundlich erwähnten Schevenhütte wurde in den Jahren 1664 bis 1668 aus Mitteln der Eheleute Richmudis und Theodor von Lees errichtet. Zuvor hat es an dieser Stelle nur eine kleine Kapelle gegeben. Bei dieser Kirche handelte es sich um eine einfache Saalkirche aus Bruchsteinen mit einem vorgebauten Glockenturm. Dieses Bauwerk stand auf dem heutigen Kirchenvorplatz. Zunächst war Schevenhütte als Rektorat der Pfarre St. Michael in Lendersdorf unterstellt und wurde am 6. Dezember 1699 durch den Kölner Erzbischof Joseph Clemens von Bayern von Lendersdorf abgetrennt und zur eigenständigen Pfarrei erhoben. Zu dieser Zeit war die Kirche noch der heiligen Dreifaltigkeit geweiht.
Da die Bevölkerung in der zweiten Hälfte des 19. Jahrhunderts stark zugenommen hatte, wurden der Abbruch der alten Kirche und ein Neubau beschlossen. So wurden die Pläne zum Neubau 1886 von den Behörden des Erzbistums genehmigt. 1888 wurde mit dem Bau der heutigen Pfarrkirche begonnen und am 22. Juli konnte der Grundstein gelegt werden. Im Herbst 1889 waren die Bauarbeiten schließlich beendet. Am 19. März 1890 wurde die Kirche durch den Kölner Weihbischof und späteren Erzbischof Antonius Fischer konsekriert. Im Jahr 1891 wurde die alte Kirche, die quer vor dem heutigen Hauptportal stand, abgerissen. Die Planung der neuen Schevenhüttener Pfarrkirche oblag dem Aachener Architekten Peter Friedrich Peters.
Die Pfarrei St. Josef gehört heute zur Gemeinschaft der Gemeinden (GdG) Stolberg-Süd im Bistum Aachen.

## Architektur
St. Josef ist eine dreischiffige Hallenkirche aus Bruchstein im Baustil der Neugotik mit einem vorgebauten dreigeschossigen Glockenturm, einem leicht hervortretenden Querschiff und einem zweijochigen Chor mit einem 5/8-Chorschluss. Mittelschiff und Seitenschiffe sind durch spitzbogige Arkaden, die auf vier Säulen aus Granit ruhen, getrennt. Der gesamte Innenraum wird von Kreuzrippengewölben überspannt.

## Ausstattung
Die ursprüngliche neugotische Ausstattung wurde im Zuge der Liturgiereform des Zweiten Vatikanischen Konzils durch eine moderne Ausstattung ersetzt. Davon zu erwähnen ist der steinerne Volksaltar. 
Die Orgel geschaffen vom Orgelbauer Josef Kalscheuer aus Nörvenich stammt aus dem Jahre 1853 und ist damit älter als die Kirche selbst. Sie wurde aus der Vorgängerkirche übernommen und in den letzten Jahren aufwändig restauriert.
Unter der Leitung von Pfarrer Dr. med. Wilhelm Hildebrand wurde dank Spenden der Gemeindemitglieder eine Gedenkstätte für die Kriegstoten in Auftrag gegeben und im Eingangsbereich der Pfarrkirche auf der linken Seite angebracht. In Vertretung des erkrankten Pfarrers Hildebrand führte der Geistliche Rat Dechant Brock die Weihezeremonie durch. Die Bildhauerin Marie Schaen aus Eschweiler gestaltete die Pieta, die über den Blausteinplatten angeordnet ist.

### Kirchenfenster
Im Innenraum der Kirche befindet sich ein bemerkenswerter Zyklus von Buntglasfenstern, der sich dem Thema „Die Zeit des Kirchenjahres“ widmet. Die Gestaltung dieses Zyklus wurde von Georg Meistermann initiiert, der zwischen 1984 und seinem Tod im Jahr 1990 insgesamt sechzehn der zweiundzwanzig Fenster entwarf. Die restlichen sechs Fenster wurden bis 1993 nach Entwürfen von Herbert Falken fertiggestellt, der von 1977 bis 1988 als Pfarrer in Schevenhütte tätig war und als geistiger Vater der zugrundeliegenden theologischen Konzeption des Zyklus gilt. Diese Konzeption zielt darauf ab, um die zentrale Darstellung des auferstandenen Christus im mittleren Chorfenster herum den Verlauf des Kirchenjahres anzuordnen, welches seinen Höhepunkt und seine Erfüllung im Osterfest findet.
Sowohl Meistermann als auch sein Nachfolger Falken zeichneten sich durch eine zurückhaltende Verwendung von Farben aus. Die Fenster, die überwiegend in Weiß gehalten und aus opakem Glas gefertigt sind, werden durch Bleiruten strukturiert, während nur vereinzelte Farbeinsätze thematische Schwerpunkte setzen. Neben den zentralen Festen des Kirchenjahres berücksichtigt der Zyklus auch weniger prominente Feiertage. So sind neben dem Aschermittwoch auch Darstellungen von Karneval, dem Herz-Jesu- und Rosenkranzfest, Mariä Verkündigung sowie Allerheiligen und Allerseelen in den Fenstern zu finden.
Auflistung vom Eingangsbereich an der linken Seite im Uhrzeigersinn:
| Name                                                    | Künstler    | Position     | Materialkomposition              |
| ------------------------------------------------------- | ----------- | ------------ | -------------------------------- |
| Verkündigung der Maria                                  | Meistermann | Seitenschiff | Antik-, Opalglas/Blei/Schwarzlot |
| Epiphanie, Fest der Erscheinung des Herrn               | Meistermann | Seitenschiff | Antik-, Opalglas/Blei/Schwarzlot |
| Freie Komposition                                       | Meistermann | Seitenschiff | Antik-, Opalglas/Blei/Schwarzlot |
| Darbringung Jesu im Tempel – Mariä Lichtmess            | Meistermann | Seitenschiff | Antik-, Opalglas/Blei/Schwarzlot |
| Karfreitag. Engel mit Kreuz und Leidenswerkzeugen       | Meistermann | Querschiff   | Antik-, Opalglas/Blei/Schwarzlot |
| Freie Komposition                                       | Meistermann | Querschiff   | Antik-, Opalglas/Blei/Schwarzlot |
| Karfreitag. Engel mit Leidenswerkzeugen Lanze und Kelch | Meistermann | Querschiff   | Antik-, Opalglas/Blei/Schwarzlot |
| Karfreitag – Pietà                                      | Falken      | Chor         | Antik-, Opalglas/Blei/Schwarzlot |
| Auferstehung Christi                                    | Meistermann | Chor         | Antik-, Opalglas/Blei/Schwarzlot |
| Gründonnerstag – Jesus und Johannes                     | Falken      | Chor         | Antik-, Opalglas/Blei/Schwarzlot |
| Karneval                                                | Falken      | Chor         | Antik-, Opalglas/Blei/Schwarzlot |
| Aschermittwoch                                          | Falken      | Chor         | Antik-, Opalglas/Blei/Schwarzlot |
| Die Hl. Dreifaltigkeit                                  | Meistermann | Querschiff   | Antik-, Opalglas/Blei/Schwarzlot |
| Freie Komposition                                       | Meistermann | Querschiff   | Antik-, Opalglas/Blei/Schwarzlot |
| Herz Jesu                                               | Meistermann | Querschiff   | Antik-, Opalglas/Blei/Schwarzlot |
| Das Rosenkranzfest                                      | Meistermann | Seitenschiff | Antik-, Opalglas/Blei/Schwarzlot |
| Freie Komposition                                       | Meistermann | Seitenschiff | Antik-, Opalglas/Blei/Schwarzlot |
| Allerheiligen und Allerseelen                           | Meistermann | Seitenschiff | Antik-, Opalglas/Blei/Schwarzlot |
| Der Engel Gabriel                                       | Meistermann | Seitenschiff | Antik-, Opalglas/Blei/Schwarzlot |
| Freie Komposition                                       | Falken      | Empore       | Antik-, Opalglas/Blei/Schwarzlot |
| Freie Komposition                                       | Falken      | Turm         | Antik-, Opalglas/Blei/Schwarzlot |
| Freie Komposition                                       | Falken      | Turm         | Antik-, Opalglas/Blei/Schwarzlot |

### Glocken
| Nr. | Name | Durchmesser (mm) | Masse (kg, ca.) | Schlagton (HT-1/16) | Gießer                                               | Gussjahr |
| 1   | –    | 850              | 300             | as′                 | Wolfgang Otto Schilling, Apolda                      | 1901     |
| 2   | –    | 750              | 260             | b′                  | Werner Hüesker, Fa. Petit & Gebr. Edelbrock, Gescher | 1928     |
| 3   | –    | 650              | 180             | c″                  | Werner Hüesker, Fa. Petit & Gebr. Edelbrock, Gescher | 1928     |

Motiv: Pater Noster

## Pfarrer
Folgende Priester wirkten bislang als Pfarrer an St. Josef:
- 1914–1931: Josef Bock
- 1931–1952: Robert Geimer
- 1953–1959: Wilhelm Hillebrand
- 1959–1966: Leopold Breuer
- 1966–1969: Leonhard Kehren
- 1969–1973: Richard Laumen
- 1973–1976: Paul Born
- 1977–1989: Herbert Falken
- 1989–2025: Norbert Bolz